# 栄光の身体
『栄光の身体』（えいこうのしんたい、フランス語: Les Corps glorieux — Sept visions brèves de la vie des ressusités pour orgue）は、オリヴィエ・メシアンが1939年に作曲したオルガン作品。『オルガンのための復活した者たちの命に関する7つの短い幻影』という副題を持つ。7曲から構成され、演奏時間は約50分。
日本語の題名はほかに『栄光ある体』、『栄光に輝く身体』など一定しない。『栄光の御体』と呼ばれることもあるが、原題は複数形であってキリストの体ではなく世の終わりに復活する人々の体を指す。

## 概要
『栄光の身体』は1935年の『主の降誕』についで発表されたオルガン作品で、前作がキリストの降誕を扱っているのに対し、本作は復活祭に関連して世の終わりにおける復活を扱う。題名は「コリントの信徒への手紙一」の15章43節「卑しいもので蒔かれ、栄光あるものに復活し、弱いもので蒔かれ、力あるものに復活し、」に由来する。
使われている技術は移調の限られた旋法やインドのリズムなど『主の降誕』と共通する点が多いが、構成曲同士がより密接な関連性を持つ。
イゼール県プティシェの山荘で作曲され、1939年8月25日に完成した。しかし間もなく第二次世界大戦が勃発してメシアンは兵として動員され、翌年にはドイツ軍の捕虜になってゲルリッツの捕虜収容所に収容されたために初演は遅れた。釈放されてパリに戻った後の1941年7月22日、トリニテ教会でメシアン本人のオルガンによって私的に演奏された。1941年12月28日にシャイヨ宮で第4曲と第6曲が公開初演された。全曲の公開初演は1943年11月15日にトリニテ教会で行われた。演奏はいずれもメシアン本人による。楽譜は1942年6月にルデュック社から出版された。

## 構成
以下の7曲からなるが、中央に置かれた第4曲「死と生の戦い」がもっとも長く20分ほどの長さを持つ。それ以外の曲は5分前後である。
1. 栄光の身体の精妙さ Subtilité des Corps glorieux - 「コリントの信徒への手紙一」15章44節「自然の体で蒔かれ、霊の体に復活します。自然の体があるのですから、霊の体もあるわけです。」を引用する。グレゴリオ聖歌「サルヴェ・レジーナ」の冒頭部分にもとづく[2][8]、移調の限られた旋法第2番の主題を持ち、曲の進行とともに新しい要素が加わっていく単旋律の曲。
2. 恩恵の水 Les Eaux de la Grâce - 「ヨハネの黙示録」7章17節「玉座の中央におられる小羊が彼らの牧者となり、命の水の泉へと導き」を引用する。右手（移調の限られた旋法第2番、和音の連続を使用）、左手（同第4番、16分音符の連続）、ペダル（同第1番、8分音符の連続）が互いに異なる旋法で演奏され、とらえどころのない音楽が形成される。
3. 香を持った天使 L’Ange aux parfums - 「ヨハネの黙示録」8章4節「香の煙は、聖なる者たちの祈りと共に天使の手から神の前に立ち上った。」を引用する。A-B-A-C-B-A-Cの7つの部分から構成される。Aでは最初に登場するときには単旋律として演奏され、2回目は同じ旋律がペダルに出現し、3回目はごく短い。Bでは右手・左手・ペダルに異なるリズムが割りあてられる（右手と左手のリズムは互いに逆行する）。Cはペダルを使わない高速な二声のインベンションになっている[2]。
4. 死と生との戦い Combat de la Mort et de la Vie - ミサ典礼書の復活祭の入祭唱・続唱を引用する。地の底から這いだすような低音の第1主題と、それに次いで激しい和音の連続による第2主題が出現し、この2つの主題がくり返しながら展開し、ぶつかりあって強烈な和音による叫びが生じる。後半は一転して穏やかに変った第1主題が高く昇ったり下降したりし、嬰ヘ長調の六の和音で終わる。
5. 栄光の身体の強さと敏捷さ Force et Agilité des Corps glorieux - 「コリントの信徒への手紙一」15章43節「弱いもので蒔かれ、力あるものに復活し」を引用する。第3曲冒頭の主題を変形した単旋律による舞曲。最後に和音が現れ、やはり六の和音を伸ばして終わる。
6. 栄光の身体の喜びと輝き Joie et Clarté des Corps glorieux - 「マタイによる福音書」13章43節「その時、正しい人々はその父の国で太陽のように輝く。」を引用する。復活した正しい人々の喜びの音楽。この曲はジャズの影響があると言われるが[2][9]、メシアン本人はジャズを過去の音楽の盗用に過ぎないとして嫌っており[10]、自分の曲とジャズとの関係を否定している[8]。
7. 聖三位一体の神秘 Le Mystère de la Sainte-Trinité - ミサ典礼書の三位一体の前文を引用する。三位一体を象徴する3つの声部は互いにずれて進行し、極端なヘテロフォニーが奏でられる。左手は単旋律聖歌の「キリエIX」に由来し、一方ペダルはインドのリズムをくり返す[11]。